# Hochhaus Kolberger Platz

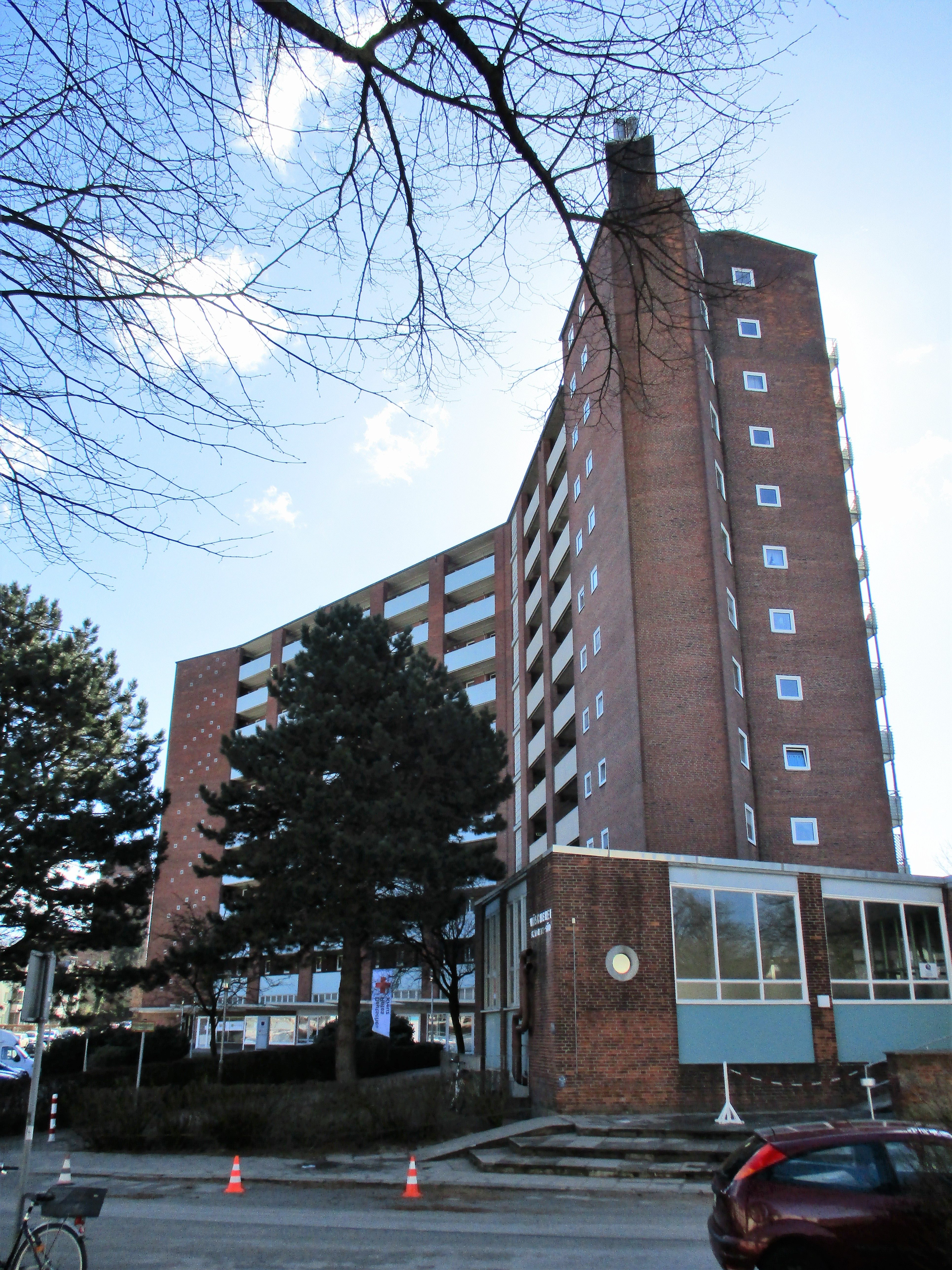
Hochhaus Kolberger Platz, Blick von Nordwesten (2018)

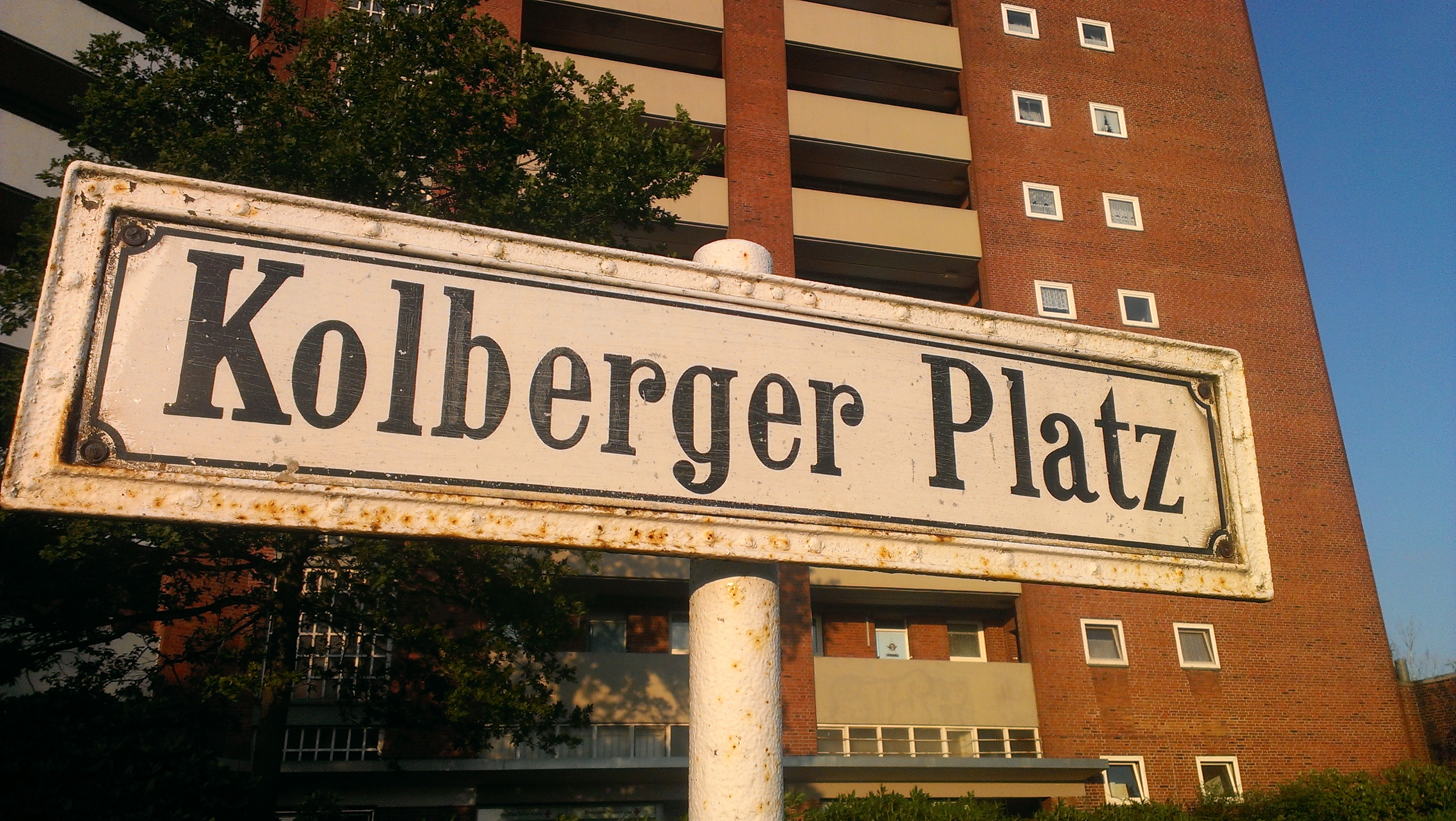
Hochhaus Kolberger Platz, Blick von Nordosten (2014)

Das Hochhaus am Kolberger Platz wurde zwischen 1954 und 1958 im Stadtteil St. Lorenz in Lübeck fertig gestellt.

## Lage
Der Stadtteil St. Lorenz liegt westlich vom Holstentor und bildet die Bahnhofsvorstadt.
Die Papageiensiedlung entstand auf eigens modelliertem Gelände inmitten bereits vorhandener Bebauung. Aufgelockerte Zeilenbebauung fächert sich rechts und links der Erschließungsstraße, die auf den Platz mit dem asymmetrischen Hochhaus führt. In zwölf Geschossen befinden sich über acht Ladenlokalen und einer (inzwischen stillgelegten) Zentralwäscherei 116 Wohnungen. Drei- bis viergeschossige Blocks mit 622 Geschosswohnungen und 150 Eigenheime in zweigeschossigen Reihenhäusern bilden die niedrigere Bebauung. Alle Fassaden sind farbig verputzt: hellrot, hellgrün und gelb stehen im Kontrast mit gebrochenem weiß. Nur das Hochhaus wurde in rotem Sichtmauerwerk ausgeführt – bei dem die farbigen Brüstungen von Loggia und Laubengang Unterbrechungen sind.
Die Farbigkeit brachte der Siedlung den Namen „Papageiensiedlung“ ein.
Das Hochhaus steht am Kolberger Platz. Dieser ist benannt nach Kolberg, einer Hafenstadt an der Ostsee in Hinterpommern.

## Geschichte
Durch die Geflüchteten und Heimatvertriebenen hatte Schleswig-Holstein eine extrem überproportionale Belastung von über 70 % Übervölkerung zu bewältigen. Der Wohnungsbau musste ein nie gekanntes Ausmaß annehmen.
Die Grundsteinlegung der „Papageiensiedlung“ wurde am 21. Dezember 1954 gefeiert. Die GEWOG als Bauherr, später in Neues Heim eingegliedert, baute die Siedlung bis 1958.
Die Befähigung des Bauherrn und die Situation auf dem Wohnungsmarkt ermöglichten, dass „der leitende Architekt nicht nur die Häuser, sondern auch die Stadtplanung des Viertels schöpferisch in die Hand nehmen konnte.“ In der städtebaulichen Planung allgemein sah Ernst May, der leitende Architekt der Papageiensiedlung „die Gefahren eines alles überwuchernden Schematismus, eines Rezeptstädtebaues“, der er „lebendige Gestaltung“ entgegensetzen wollte, „eine Planung, die jede Aufgabe aus ihren besonderen Bedingungen heraus entwickelt.“
In der Planungsabteilung der Neuen Heimat entwickelte Ernst May den Gesamtplan der Siedlung nur im Grundkonzept. Das Laubenganghochhaus als Siedlungszentrum wurde von May und Ernst Grosse entworfen. Als eines die ersten von May gebauten Hochhäuser wurde es noch traditionell gemauert, obwohl er eine Rationalisierung anstrebte. „Trotz der Eintönigkeit der Aufgabe hat das Hochhaus eine starke Gliederung: Die Waagerechten der hellen Balkone wurden im Gleichgewicht gehalten durch die senkrechten Ziegelpfeiler.“
„Die 1-Familienhäuser sind die größten Wohnungen, die Geschoßbauten haben noch Familienwohnungen. Die kleinsten Wohneinheiten sind im Hochhaus zusammengeballt und an Laubengängen aufgereiht. So kommen alle Teile dieser Wohnstadt zu ihrem Recht.“
Nach Auflösung der Wohnungsbaugesellschaft „Neue Heimat“ in den 1990er-Jahren nahm die Grundstücks-Gesellschaft Trave das Hochhaus in seinen Bestand. In der Zeit zeigte sich natürliche Fluktuation und der Zuzug finanzschwacher Miethaushalte. Die Bausubstanz hatte Instandsetzungsmangel und wurde modernisiert.

## Architektur
Das Hochhaus am Kolberger Platz hat zwölf Geschosse. Der Baukörper aus drei verschiedenen Scheiben bildet einen unregelmäßigen Stern. Im Erdgeschoss drehen sich acht Läden um 15 Grad versetzt dreieckig aus der Fassade, seitlich ist ein eingeschossiges Gebäude, einst für eine Zentralwäscherei, angebaut – die gewerbliche Nutzfläche beträgt 800 m². Das Hochhaus hat zwei Treppenaufgänge, die ab dem 1. Obergeschoss offen sind. Von diesen gelangt man über Laubengänge, besser Laubenarkaden, zu den 113 Wohnungen, die mit einem bis drei Zimmern und 37 – 89 m² eine Süd-West-Ausrichtung haben. Rückseitig haben die Wohnungen Einzelloggien; teilweise asymmetrisch auch um 15 Grad gedreht ragen sie dreieckig aus der Fassade. Auf den Geschossebenen befinden sich die Briefkästen, vor den Eingängen die Klingelanlagen.
Das Hochhaus wurde konventionell errichtet. Außen wie die offene Erschließung der Treppen und Laubengänge sind rot verklinkert. In der Fassade setzen sich die bunten Brüstungen der Laubengänge und Loggien ab.